# Anoplodactylus prominens
Anoplodactylus prominens is een zeespin uit de familie Phoxichilidiidae. De soort behoort tot het geslacht Anoplodactylus. Anoplodactylus prominens werd in 2005 voor het eerst wetenschappelijk beschreven door Bamber & Takahashi. 